# Мелисија
Мелисија (грч. Μελίσσια) је насељено место у општини Кожани у периферији Западна Македонија, Грчка. Према попису из 2021. године био је 21 становник.
Насеље је 1913. године имало 205 житеља Турака. Године 1923. турско становништво је принудно исељено у Турску а на њихово место су насељене грчке избегличке породице, којих је на попису из 1928. било 212. Село се раније звало Синекли.